# Rocky Marciano
Rocky Marciano (vlastním jménem Rocco Francis Marchegiano, 1. září 1923, Brockton, Massachusetts, USA – 31. srpna 1969, Newton, Iowa) byl americký boxer a šampion v těžké váze. Byl jediný šampion v těžké váze bez prohry.

## Život
Již při svém narození vážil údajně 12 liber, což je těžko uvěřitelných 5,4 kg. Když mu bylo 18 měsíců onemocněl zápalem plic. Tato choroba ho téměř zabila a zřejmě jen díky své silné tělesné konstrukci přežil tuto chorobu bez trvalých následků.
Během svého mládí se Rocky věnoval především baseballu. Všeobecně se soudí, že právě díky němu získal návyk tvrdě trénovat až do úplného vyčerpání.
Ve věku 16 let nastoupil na Brocktonskou střední školu. Jeho oblíbeným předmětem byla především italština (jeho rodiče pocházeli z Itálie) a samozřejmě tělesná výchova. Na škole se Rocky vedle baseballu začal věnovat i fotbalu. Poté, co byl z týmu vyhozen však začal školu vynechávat a časem ji definitivně opustil.
Bez potřebné kvalifikace Marciano těžko hledal práci. Vystřídal mnoho zaměstnání, jako např. místo dělníka v továrně na boty či těžební společnosti, nebo práci zametače. Právě práci zametače si později pochvaloval, protože díky ní prý získal rychlost a lehkost v obou rukou.
V době druhé světové války, když mu bylo 20 let, zažil zásadní životní zlom. Byl povolán do armády a převelen do Anglie. Již zanedlouho se však válka v Evropě blížila ke svému konci a Marciano byl převelen do Tichomoří.
Tam zažil dlouhé chvíle čekání, které si rozhodl zkrátit boxem. Přihlásil se tedy, že chce reprezentovat svoji jednotku a začal s tréninkem. Při sparingu mu brzy ostatní přestávali stačit a on díky tomu získával patřičné sebevědomí.
V tuto dobu dostal dva týdny dovolené. Během ní se utkal s velice úspěšným a zkušeným amatérským boxerem těžké váhy Henry Lesterem. Utkání skončilo poté, co fyzicky vyčerpaný Marciano kopl svého soupeře do rozkroku. Byla to jeho první a současně i poslední diskvalifikace v celé boxerské kariéře.
Poté, co se vrátil na svou základnu Ft. Lewis, přestal s kouřením i pitím alkoholu. Nasadil si také drastickou dietu s cílem co nejlépe se připravit na nadcházející turnaj těžké váhy. Zde si ale vážně poranil kloub na levé ruce. Přestože ještě odboxoval s jednou rukou finále, musel podstoupit speciální operaci a absolvoval dva měsíce rekonvalescence. V jejím průběhu si vyslechl i názor jednoho z lékařů, že se už nikdy nebude moci věnovat boxu.
V létě roku 1946 byl Marciano uvolněn z armády a spolu s několika přáteli se pokoušel uchytit u profesionálního baseballu. Ze strany klubů se ale setkali pouze s odmítáním. Během jedné cesty autem po takovém odmítnutí usnul Marciano na zadním sedadle a zdál se mu sen o profesionální kariéře boxera.
Na základě tohoto snu začal po návratu s tvrdým tréninkem. Spolu se svým životním přítelem a trenérem Alliem Colombem se začal tvrdě připravovat na svůj první profesionální zápas. Každý den musel Rocky mj. běhat minimálně 7 mil ve speciálních těžkých tréninkových botách. Často při tréninku využíval také vedení úderů pod vodou, čímž si dokázal vyvinout obrovskou sílu úderů.
Během jednoho roku se dokázal připravit natolik, že mohl začít svoji fenomenální profesionální kariéru. Po 37 vítězstvích k.o. (včetně památného vítězství nad Joe Louisem) konečně přišla chvíle, o které snil. Během zápasu o titul světového šampióna těžké váhy 13. září 1952 knockautoval ve 13. kole svého soupeře Jersey Joe Walcatta, a stal se tak novým mistrem světa. Svůj titul Marciano posléze ještě šestkrát obhájil. Jako profesionální boxer tak vyhrál všech svých 49 zápasů.
Konec své kariéry ohlásil Marciano 27. května 1956 ve svých 33 letech a nikdy se nikým nenechal přesvědčit ke comebacku. O své kariéře později řekl: „Užil jsem si to. Nikdy jsem opravdu nevěděl, co je strach, a nikdo mě opravdově nezranil… Prostě si myslím, že za svých mladých let jsem se mohl postavit čemukoliv živému.“
Jeden sportovní novinář také napsal: „Kdybyste zavřeli všechny světové šampióny do jedné místnosti a nechali je bojovat mezi sebou, Marciano by vyšel ven jako vítěz“
Rocky Marciano tragicky zahynul při leteckém neštěstí 31. srpna 1969 během cesty na oslavu svých 46. narozenin.

## Kariéra
Statistika jeho zápasů: 49-0-0. Čtyřicet devět zápasů, čtyřicet devět vítězství z toho čtyřicet tři z nich KO. Během své profesionální kariéry absolvoval Rocky Marciano celkem 49 zápasů. Ani jednou neprohrál, ani jednou neremizoval. Tento rekord dokázal vyrovnat pouze Floyd Mayweather, Jr. v roce 2015, také 49-0-0 avšak pouze s dvaceti šesti KO, což znamená, že polovinu zápasů vyhrál na body. V srpnu 2017 tento rekord Marciana však Mayweather, Jr. překonal, když porazil UFC zápasníka Conora McGregora, tudíž bilance Mayweathera je 50-0-0.
Za své nejtěžší zápasy považoval Marciano ty proti Joe Louisovi v roce 1951 a proti Jersey Joe Walcottovi v roce 1952.
Joe Louis je podle mnohých expertů nejlepším boxerem všech dob. Byl o 9 let starší než Marciano a byl jeho dětským hrdinou. V zápase s ním měl proto Marciano podle vlastních slov velké problémy překonat respekt a srazit ho k zemi. Podařilo se mu to v 9. kole.
Zápas s Joem Walcottem byl prvním zápasem Rockyho Marciana o titul mistra světa. Tento zápas je mnohými nazýván nejlepším zápasem historie. V prvním kole byl Marciano poprvé za svých 43 utkání sražen k zemi. Dokázal se však zvednout a pokračovat v doslova brutálním zápase. Po 12. kole byl na body v čele stále Walcott a Rocky potřeboval k vítězství knockout. Ve 13. kole se mu to podařilo a srazil soupeře ranou ze zadní pravé ruky. Walcott musel být kříšen několik minut a Rocky Marciano se stal novým mistrem světa.